# بنی کریستو
بنی کریستو (به انگلیسی: Benny Cristo) با نام کامل بن دا سیلوا کریستووائو (به انگلیسی: Ben da Silva Cristóvão) (زاده ۸ ژوئن ۱۹۸۷) خواننده اهل جمهوری چک است.
او نماینده جمهوری چک در یوروویژن ۲۰۲۱ است.
از فیلم‌ها یا مجموعه‌های تلویزیونی که وی در آن‌ها نقش داشته است، می‌توان به ساختمان پزشکان در باغ رز اشاره نمود.